# Suburban Kids with Biblical Names
Suburban Kids with Biblical Names é uma banda de indie pop, criada em dezembro de 2003, em Estocolmo, pelos suecos Johan Hedberg e Peter Gunnarsson. Começaram sua carreira espalhando duas canções pela Internet pelo sítio Labrador.se, as quais foram bem recebidas pelo público.
O nome da banda é encontrado na canção People, do grupo Silver Jews.

## Discografia
- EP1
  1. Rent a Wreck
  2. Love Will
  3. Trumpets and Violins
  4. Do It All or Don't do It at All

- EP2
  1. Funeral Face
  2. Teenage Poetry
  3. Guns n' Ammo
  4. Jullåten 2004

- EP3
  1. Marry me
  2. Loop duplicate my heart
  3. A couple of instruments
  4. Parakit
  5. trees and squirrels
  6. Funeral Face
  7. Noodles
  8. Peter's dream
  9. Shitty weekend
  10. Rent a Wreck
  11. Seems To Be On My Mind
  12. Little boys in the ghetto